# Abies jaliscana
Abies jaliscana є видом хвойних дерев родини Pinaceae, що походить із західного Халіско, Мексика. Дерево, що досягає 30 м, вважалося деякими авторитетами підвидом або різновидом Abies guatemalensis.

## Використання
Завдяки прямим стеблам і відносно м’якій деревині місцеві лісоруби високо цінують цю породу для різноманітних будівельних цілей. Пізніше використання — заготівля ялинок і зелені, тобто гілок для декоративних цілей.